# Hamza El Din
Hamza El Din (Toshka, Egyiptom, 1929. július 10. – Berkeley, Kalifornia, 2006. május 22.) núbiai oud játékos tar dob játékos és énekes.
Hamza El Din – akit sokan a modern núbiai zene atyjának tekintenek – a dél-egyiptomi Toshka (Wadi Halfa közelében) falujában született. 
Eredetileg villamosmérnöknek tanult és miután az egyiptomi államvasutaknál dolgozott Kairóban, irányt váltott és zenét kezdett tanulni a Kairói Egyetemen, majd tanulmányait a római Accademia Nazionale di Santa Cecilián, az Ibrahim Shafiq zeneintézetében majd a King Fouad közel-keleti zeneintézetben folytatta. Kormányzati támogatással bejárta Egyiptomot és népdalokat gyűjtött. Az 1960-as években fellépéseivel magára vonta a Grateful Dead, Joan Baez, és Bob Dylan figyelmét is ami egy kiadóval megkötött szerződéshez és Amerikába való emigrálásához vezetett. Az 1960-as években Núbia többi részéhez hasonlóan szülőfaluját, Toshkát is elárasztotta a Nílus vize az asszuáni gát építésének következtében, ami El Dint kultúrájának megőrzésére és terjesztésére ösztönözte.

## Szakmai karrierje
1964-ben és 1965-ben két albumot készített a Vanguard Records-szal; 1968-as lemezfelvételét, melynek címe: Escalay: The Water Wheel, az első olyan világzenei felvételek egyikének tartják, melyet széles körben adtak ki a nyugati világban; a felvételen egyes vélemények szerint néhány amerikai minimalista zeneszerző, többek közt Steve Reich és Terry Riley hatása érződik. Ebben az időszakban több zenésznek volt a mentora, például Sandy Bullnak is. Ezt követően a Lotus Records és a Sounds True kiadókkal készített albumot. Eclipse című albumának producere Mickey Hart volt. 1992-ben a Kronos Quartettel együtt adták elő az Escalay-t. Zeneszámai gyakran felcsendültek balletelőadásokon.
Az 1980-as és 1990-es években számos etnozenei oktatói állást töltött be az Amerikai Egyesült Államokban (Ohio University, University of Washington és University of Texas), majd a 80-as évek végén egy hosszabb tokiói tanulmányutat követően, melyen a japán biwa hangszert ismerte meg, San Francisco környékén telepedett le. 1999-ben adta ki utolsó albumát az „A Wish”-t. 2006. május 22-én 76 éves korában halt meg egy epehólyag-műtétet követő komplikációkban.

## Lemezei
- 1964 – Music of Nubia
- 1965 – Al Oud
- 1971 – Escalay: The Water Wheel
- 1978 – Eclipse
- 1982 – A Song of the Nile
- 1995 – Lily of the Nile
- 1996 – Muwashshah
- 1999 – A Wish

## Külső hivatkozások
- Hamza El Din  a  Last.fm-en
- Official web site Archiválva 2009. augusztus 1-i dátummal a Wayback Machine-ben
- Allmusic biography[halott link]
- Afropop bio
- World Music Central biography

### Gyászjelentések
- 2006 death notice in Mercury News
- Obituary from The New York Times, May 25, 2006
- Obituary from the San Francisco Chronicle, May 26, 2006
- Obituary from Guardian, May 30, 2006
- Memoir by Joseph Rowe, a student and friend of Hamza El Din

### Video
- Hamza El Din videos from Robert Garfias site